# Муссалайха
Замок Муссалайха (араб. قلعة المسيلحة‎), известный также под французским названием «Твердыня коннетабля» (Puy du Connétable) -  укрепление, расположенное к северу от города Батрун в Ливане. Нынешняя крепость была построена эмиром Фахр ад-Дином II в XVII веке, чтобы охранять путь из Триполи в Бейрут. Крепость возвышается на длинной, узкой известняковой террасе над рекой Нахр эль-Яуз. Её стены построены из небольших блоков песчаника, который добывается на близлежащем побережье. Толщина стен находится в диапазоне от 1.5 до 2 метров. Часть блоков известняка являются единственными остатками ранее существовавшего строения, по-видимому, построенного с той же оборонительной целью.

## Архитектура и планировка
Архитектурный проект форта состоит из двух одинаковых частей, построенных в два отдельных этапа. Вход в форт идёт через узкий проезд и небольшую узкую лестницу, на северной стороне скалы. Небольшая платформа предшествует низким арочным главным воротам, охраняемым двумя бойницами и небольшим отверстием в потолке над входом для выливания кипящего масла на атакующих.
Главные ворота приводят в сводчатый вестибюль, а затем узкий треугольный двор, дающие доступ к небольшому, около одного метра в ширину, проходу, ведущему к предназначенной для лучников комнате в западной башне. На южной стороне двора возведены два сводчатых зала, объединённых в отдельный архитектурный блок, а также большие подземные арочные залы, использовавшиеся в качестве складов и цистерн. В этой части комплекса есть небольшая апсида ориентированная на Киблу (в направление Мекки), которая использовалась в качестве молитвенной комнаты для стражников.
В верхнюю части форту доступ с восточной стороны главного двора. Двери, ведущие в зал, а затем три сводчатых помещения, приводят к восточной башне. Внутренняя лестница ведет в комнату на первом этаже. Эта часть является наиболее укрепленной и оборудованной частью замка из-за его стратегического положения главенствующего над проходом в долине Нахр эль-Яуз.

## История форта
После обрушения мыса Рас-Эш-Шака (также известного как Theoprosopon) в результате землетрясения в 551 году нашей эры, прибрежная дорога, соединявшая города Батрун, Эль-Хери и Триполи полностью исчезла, превратив северную береговую линию в высокую морскую скалу. Следовательно, новая дорога в обход мыса с востока была необходима для обеспечения связи между Батруном и севером. Пересекая долину Нар эль-Яуз, эта дорога обходила вокруг мыса Рас-Эш-Шака и достигала другой стороны возле Эль-Хери, в месте получившем название Баб-эль-Хава. Строительство крепостей устанавливаемых по этой новой дороге имевшей важное стратегическое и военное значение для сохранения безопасности и обеспечения связи и управления передвижениями. Форт Мсейла был построен для этих целей.
Следующими на этом месте были крестоносцы, заметившие, что несколько человек могут оборонять проход в скальном массиве Râs Shaqq. Они построили укреплённый замок, который получил название Puy du Connétable, Puy Guillaume или Passe Saint-Guillaume и было связано с коннетаблем Триполи, по-видимому, Жюльемом де Фарабелем в 1106 году. Замок Муссалайха был передан представителю генуэзского рода Эмбриако, правившего Библосом, Бертрану де Сен-Жилю, за привод генуэзского флота во время захвата Триполи.

В 2007 году были проведены реставрационные работы, целью которых было сделать объект безопасным для посетителей, путём создания длинного ограждения вокруг цитадели и организации нескольких входов и выходов. Основная лестница была укреплена и на ней были установлены металлические перила. Создано также озеленение, проведены водопровод и канализация. Мельница, расположенная недалеко от форта, была также восстановлена. Финансируемые USAID, эти работы являются продолжением проекта, осуществляемого SRI International — INMA по восстановлению крепости, в сотрудничестве с ливанским Министерством туризма и Министерством культуры — Главным управлением древностей. Восстановление замка, а также последующее её рекламирование Национальной телекоммуникационной компанией Ogero, привели к росту числа посетителей.